# Cappella (danceact)
Cappella is een Engels-Italiaanse dance-groep, die vooral in de jaren 80 en 90 van de 20e eeuw populair was. De grote man achter Cappella is de Italiaanse producer en platenbaas Gianfranco Bortolotti (1959) uit Brescia. Hij produceert de singles voor het project dat met de jaren in allerlei verschillende gedaanten naar buiten kwam. 

## Vroege jaren
Bortolotti, die bedrijfskunde en communicatie studeerde, begon in de italodiscoscene van de jaren tachtig. Zijn grootste inspiratiebron was DJ Pierre (niet te verwarren met de Amerikaanse housedj). In 1983 was hij al betrokken bij de hit Do it again (medley with Billie Jean) van het project Club house. In 1986 richtte hij het label Media records op in zijn woonplaats Brescia. De naam Cappella werd voor het eerst gebruikt in 1987. In 1988 scoorde de groep voor het eerst een hit in Engeland met het nummer Bauhaus (Push The Beat). Daarmee speelde hij in op de populariteit van samplehits. Een jaar later volgde een grotere hit met Heylom Halib. Er volgden nog enkele singles en een album. In deze tijd bestond Cappella uit de zanger Ettore Foresti. Cappella was lang niet het enige project. Het waren de jaren van de italo house. Bortolotti stampte meerdere projecten uit de grond waarvan de platen allemaal op Media records verschenen. Zo was hij betrokken bij de househit Touch me van de 49'ers. 
In het begin van de jaren negentig was Cappella een korte tijd een italohouseact. In die periode werden de singles Everybody en Take me away opgenomen. In deze periode richtte hij ook het project R.A.F. op dat de houseplaat We gonna get voortbracht. Hierbij was ook de later bekend geworden Mauro Picotto bij betrokken.

## Hoogtijdagen
Toen in 1993 de eurodance populair was, vormde Bortolotti Cappella om tot een eurodanceact. Als gezicht van de groep werden Rodney Bishop (rap) en Kelly Overett (zang) naar voren geschoven. De nummers van Cappella uit die periode worden gekenmerkt door luchtige raps, die afgewisseld worden met een gezongen refrein en deuntjes die vaak met de karakteristieke Roland Juno en Alpha Juno synthesizers zijn gemaakt. Cappella scoorde er haar grootste hits mee. In 1993 begon dat met U got 2 know en U got to let the music. Het hoogtepunt bereikte Cappella begin 1994 met Move on baby, dat een nummereenhit wordt. De singles staan op het album U got 2 know. Hiervan werden ook de singles U&Me en Move it up top 10-hits. 
In 1995 verscheen het tweede album War in heaven. Kelly Overett was dan vervangen door zangeres Allison Jordan. Van het album kwamen de hits Tell me the way en I need your love. Ook Media records bloeide in deze jaren. Het groeide uit tot een bedrijf met tien studio's en kantoren in meerdere landen. Meerdere sublabels werden opgezet. De bekendste daarvan werden de technoafdeling BXR, houseafdeling UMM en hardhouseafdeling Nukleuz.

## Teloorgang
Halverwege de jaren 90 zakte de populariteit van Cappella in. Na het weinig succesvolle derde album in 1998 zette Bortolotti het project op een laag pitje om aan andere projecten te werken en om Media records verder uit te bouwen. Zo nu en dan verscheen er nog een remix van een oud nummer. Zo werden U got 2 know in 2002 en U got to let the music in 2004 opnieuw uitgebracht. In 2010 verschenen er van beide nummers opnieuw mixen. In 2004 probeerde Media het nog eens nieuw leven in te blazen met de single Angel, maar dat werd geen succes. 
Angel was de enige single die niet door Bortolotti werd geproduceerd. Hij trok zich in 2002 terug uit de muziek om zich bezig te gaan houden met een andere passie. Hij werd architect en richtte daarvoor Gianfranco Bortolotti Designs op.
In 2006 ging Media records ter ziele. Een belangrijk deel van het label wordt opgekocht door het Duitse Zyx records. In 2012 begon Gianfranco Bortolotti weer opnieuw met het label Media Songs. Hiermee richt hij zich op de verkoop van muziek op internet. Hij produceerde ook weer nieuwe muziek. Voor Cappella verscheen in 2012 de single Power.

## Discografie

### Albums
| Album met eventuele hitnotering(en) in de Nederlandse Album Top 100 | Datum van verschijnen | Datum van binnenkomst | Hoogste positie | Aantal weken | Opmerkingen   |
| ------------------------------------------------------------------- | --------------------- | --------------------- | --------------- | ------------ | ------------- |
| U Got 2 Know -the album-                                            | 07-03-1994            | 26-03-1994            | 11              | 30           | platina album |
| The Best Of                                                         | 1994                  | 19-11-1994            | 77              | 4            |               |
| War In Heaven                                                       | 27-03-1996            | 13-04-1996            | 64              | 5            |               |
| Cappella                                                            | 25-02-1998            | -                     | -               | -            |               |

### Singles
| Single met eventuele hitnotering(en) in de Nederlandse Top 40 | Datum van verschijnen | Datum van binnenkomst | Hoogste positie | Aantal weken | Opmerkingen             |
| ------------------------------------------------------------- | --------------------- | --------------------- | --------------- | ------------ | ----------------------- |
| U Got 2 Know                                                  | 22-3-1993             | 15-5-1993             | 33              | 3            |                         |
| U Got 2 Let The Music                                         | 19-11-1993            | 4-12-1993             | 13              | 10           |                         |
| Move on Baby                                                  | 1994                  | 26-2-1994             | 1 (2wk)         | 12           | Alarmschijf             |
| U & Me                                                        | 1994                  | 18-6-1994             | 3               | 9            |                         |
| Move It Up                                                    | 30-9-1994             | 8-10-1994             | 6               | 10           | Alarmschijf             |
| Don't Be Proud                                                | 1995                  | 6-3-1995              | 20              | 5            | Dancesmash op Radio 538 |
| Tell Me The Way                                               | 17-7-1995             | 12-08-1995            | 20              | 5            |                         |
| I Need Your Love                                              | 2-2-1996              | 24-2-1996             | 32              | 3            | Dancesmash op Radio 538 |
| Turn It Up and Down                                           | 1996                  | 8-9-1996              | tip15           |              |                         |

| Single met hitnotering(en) in de Vlaamse Ultratop 50 | Datum van verschijnen | Datum van binnenkomst | Hoogste positie | Aantal weken | Opmerkingen |
| ---------------------------------------------------- | --------------------- | --------------------- | --------------- | ------------ | ----------- |
| Don't Be Proud                                       | 1994                  | 01-04-1995            | 27              | 2            |             |
| Move It Up                                           | 1994                  | 15-10-1994            | 17              | 12           |             |
| Move On Baby                                         | 1994                  | 19-02-1994            | 7               | 15           |             |
| Tell Me The Way                                      | 1995                  | 12-08-1995            | 27              | 4            |             |
| U & Me                                               | 1994                  | 25-06-1994            | 14              | 11           |             |
| U Got 2 Know                                         | 1993                  | 22-05-1993            | 30              | 5            |             |
| U Got 2 Let The Music                                | 1993                  | 27-11-1993            | 6               | 15           |             |